# Liste der Baudenkmäler in Erlangen/L
Diese Liste ist eine Teilliste der Liste der Baudenkmäler in Erlangen. Grundlage der Liste ist die Bayerische Denkmalliste, die auf Basis des bayerischen Denkmalschutzgesetzes vom 1. Oktober 1973 erstmals erstellt wurde und seither durch das Bayerische Landesamt für Denkmalpflege geführt und aktualisiert wird. Die folgenden Angaben ersetzen nicht die rechtsverbindliche Auskunft der Denkmalschutzbehörde.
Dieser Teil der Liste beschreibt die denkmalgeschützten Objekte an folgenden Straßen:
- Langemarckplatz
- Lazarettstraße
- Liebigstraße
- Loewenichstraße
- Lorlebergplatz
- Loschgestraße
- Luitpoldstraße

## Langemarckplatz
| Lage                          | Objekt                    | Beschreibung                                                                          | Akten-Nr.               | Bild           |
| ----------------------------- | ------------------------- | ------------------------------------------------------------------------------------- | ----------------------- | -------------- |
| Langemarckplatz 2 (Standort)  | Christian-Ernst-Gymnasium | Aufwendiger Neubarockbau in mehreren Flügeln und mit pavillonartigen Eckbauten, 1902. | D-5-62-000-402 Wikidata | weitere Bilder |
| Langemarckplatz 9 (Standort)  | Wohnhaus                  | Zweigeschossig, villenartig, in barockisierendem Jugendstil, 1906                     | D-5-62-000-403 Wikidata | Wohnhaus       |
| Langemarckplatz 11 (Standort) | Mietshaus                 | Dreigeschossig, in barockisierendem Jugendstil, 1901 von Christian Böhmer             | D-5-62-000-404 Wikidata | weitere Bilder |

## Lazarettstraße
| Lage                        | Objekt    | Beschreibung | Akten-Nr.               | Bild      |
| --------------------------- | --------- | --- | ----------------------- | --------- |
| Lazarettstraße 1 (Standort) | Kleinhaus | eingeschossiger, traufständiger Satteldachbau, um 1740; Teil einer Hausgruppe über der spätmittelalterlichen Befestigung der Altstadt | D-5-62-000-405 Wikidata | Kleinhaus |
| Lazarettstraße 3 (Standort) | Kleinhaus | Dendrochronologisch datiert 1669/70, Erweiterungen dendrochronologisch datiert 1718/19 und 1753/54; vgl. Nr. 5                        | D-5-62-000-406 Wikidata | Kleinhaus |
| Lazarettstraße 5 (Standort) | Kleinhaus | Dendrochronologisch datiert 1669/70, Erweiterungen dendrochronologisch datiert 1718/19 und 1753/54; vgl. Nr. 3                        | D-5-62-000-407 Wikidata | Kleinhaus |

## Liebigstraße
| Lage                                      | Objekt     | Beschreibung | Akten-Nr.               | Bild       |
| ----------------------------------------- | ---------- | --- | ----------------------- | ---------- |
| Liebigstraße 1, 3, 5, 7, 9, 11 (Standort) | Wohnanlage | Baugenossenschafts-Wohnanlage, geschlossene Reihe erdgeschossiger Wohnhäuser mit Zwerchhaus, an den Seiten zweigeschossige Pavillonbauten, das Obergeschoss in Fachwerk, um 1920/25 Mit Torbogen zur Schenkstraße, wo sich die Anlage fortsetzt; siehe Schenkstraße 28, 30, 32, 34, 36. | D-5-62-000-408 Wikidata | Wohnanlage |

## Loewenichstraße
| Lage                              | Objekt                      | Beschreibung | Akten-Nr.               | Bild  |
| --------------------------------- | --------------------------- | --- | ----------------------- | ----- |
| Loewenichstraße 1 (Standort)      | Villa                       | Mansarddachvilla, um 1910 | D-5-62-000-409 Wikidata | BW    |
| Loewenichstraße 4 (Standort)      | Wohnhaus                    | Villenartiges Wohnhaus, neubarock, bezeichnet „1904“ Gartenzaun | D-5-62-000-950 Wikidata | BW    |
| Loewenichstraße 17 (Standort)     | Villa                       | Villa mit Terrasse, Gartentreppe, 1923/25 nach Plan der Architekten Wolfgang Steidel und Heinrich Gehring                                                                            | D-5-62-000-410 Wikidata | BW    |
| Loewenichstraße 19 (Standort)     | Villa                       | Professorenvilla, schlosshaft in Neurenaissance mit Zierfachwerk, 1897 Mit Garteneinfriedung und Toranlage                                                                           | D-5-62-000-411 Wikidata | Villa |
| Loewenichstraße 22 (Standort)     | Villa                       | Freistehende Stadtvilla, Mansarddach, mit Sandsteinerker und hölzerner Veranda, späte Neurenaissance, bezeichnet „1897“                                                              | D-5-62-000-951 Wikidata | Villa |
| Loewenichstraße 24, 26 (Standort) | Doppelhaus                  | Villenartig, Sandsteinquaderbau in Neurenaissance, um 1900 | D-5-62-000-412 Wikidata | BW    |
| Loewenichstraße 37 (Standort)     | Wohnhaus mit Gastwirtschaft | zweigeschossiger, traufständiger Sichtziegelbau mit Mansarddach und Zwerchhaus mit Dreiecksgiebel, Gesimsgliederung und Putzornament, historistisch, von Leonhard Schickendanz, 1894 | D-5-62-000-1328         | BW    |

## Lorlebergplatz
| Lage                        | Objekt    | Beschreibung                                       | Akten-Nr.               | Bild           |
| --------------------------- | --------- | -------------------------------------------------- | ----------------------- | -------------- |
| Lorlebergplatz 1 (Standort) | Mietshaus | Neurenaissance, 1892; vgl. Ensemble Bismarckstraße | D-5-62-000-413 Wikidata | Mietshaus      |
| Lorlebergplatz 2 (Standort) | Mietshaus | Neurenaissance, 1892; vgl. Ensemble Bismarckstraße | D-5-62-000-414 Wikidata | weitere Bilder |

## Loschgestraße
| Lage                         | Objekt                               | Beschreibung | Akten-Nr.                         | Bild           |
| ---------------------------- | ------------------------------------ | --- | --------------------------------- | -------------- |
| Loschgestraße 1-3 (Standort) | Neischl-Grotte im Botanischen Garten | Reproduktion einer Juragrotte für die Bayerische Jubiläums-Landesausstellung von 1906, 1907 von Adalbert Neischl im Botanischen Garten wieder errichtet, mit Gedenktafel. Die Sanierung erhielt 2008 den Bayerischen Denkmalpreis in Bronze | D-5-62-000-597 zugehörig Wikidata | weitere Bilder |
| Loschgestraße 4 (Standort)   | Kleinhaus                            | Erdgeschossig, mit Zwerchhaus, 1728 | D-5-62-000-415 Wikidata           | Kleinhaus      |

## Luitpoldstraße
| Lage                                              | Objekt                                                                                 | Beschreibung | Akten-Nr.               | Bild           |
| ------------------------------------------------- | -------------------------------------------------------------------------------------- | --- | ----------------------- | -------------- |
| Luitpoldstraße 2 (Standort)                       | Wohnhaus                                                                               | Zweigeschossiger Eckbau mit Walmdach, frühes 19. Jahrhundert | D-5-62-000-416 Wikidata | Wohnhaus       |
| Luitpoldstraße 3 (Standort)                       | Mietshaus                                                                              | Dreigeschossig mit Erker, Backstein, 1900 | D-5-62-000-417 Wikidata | BW             |
| Luitpoldstraße 4, 6, 6 a, 6 b (Standort)          | Mietshausgruppe                                                                        | Vierteilig, dreigeschossig, mit Erkervorbauten, Neurenaissance, um 1900 | D-5-62-000-418 Wikidata | weitere Bilder |
| Luitpoldstraße 5 (Standort)                       | Mietshaus                                                                              | Dreigeschossig, mit Jugendstilfassade, um 1900/1910 | D-5-62-000-419 Wikidata | Mietshaus      |
| Luitpoldstraße 11 (Standort)                      | Wohnhaus                                                                               | Zweigeschossiger Satteldachbau mit Tordurchfahrt und rückwärtiger Altane, 1872, von Maurerpolier Paulus Bauer | D-5-62-000-420 Wikidata | Wohnhaus       |
| Luitpoldstraße 17 (Standort)                      | Mietshaus                                                                              | Viergeschossig, Neurenaissance, um 1900 | D-5-62-000-421 Wikidata | BW             |
| Luitpoldstraße 19 (Standort)                      | Mietshaus                                                                              | Viergeschossiger Eckbau, Neurenaissance, Backstein, 1897 | D-5-62-000-423 Wikidata | BW             |
| Luitpoldstraße 25 (Standort)                      | Gasthaus Deutsches Haus                                                                | Zweigeschossig, um 1860/70 | D-5-62-000-424 Wikidata | BW             |
| Luitpoldstraße 32 (Standort)                      | Mietshaus                                                                              | Dreigeschossig, Backstein, 1900 | D-5-62-000-425 Wikidata | weitere Bilder |
| Luitpoldstraße 45, 47, Gebbertstraße 1 (Standort) | Ehemalige Vereinigte Physikalisch-Mechanische Werkstätten Reiniger, Gebbert und Schall | Kernbau der ehemaligen "Vereinigten Physikalisch-Medizinischen Werkstätten Reiniger, Gebbert und Schall", gegründet 1886, ab 1925 Siemens-Reiniger-Veifa GmbH, ab 1932 Siemens-Reiniger-Werke AG, seit 2000 Stadtarchiv, Siemens MedMuseum und Sitz der Stadtverwaltung; L-förmiger Baukomplex in Ecklage, mit viergeschossigem Kopfbau (B1), errichtet als Ziegelbau mit Hausteingliederung und Dreiecksgiebel, historistisch, nach Plänen von Architekt Deyer, um 1892, aufgestockt von Jakob Schmeißner, 1913, Südflügel (B2) als viergeschossiger Ziegelbau mit flachem Satteldach und von Gusseisensäulen getragenen Fabriksälen im Inneren, nach Plänen von Hans Fourné, 1897, Ostflügel bestehend aus zwei viergeschossigen Baukörpern, ehem. Schreinerei bzw. „Entwicklungsbau“ (D1), als Ziegelbau mit Lisenengliederung mit Dreiecksgiebel, von Jakob Schmeißner, 1911/13, sowie dem ehem. Verwaltungsgebäude (C1), als Ziegelbau mit Lisenengliederung und erhöhtem Mittelrisalit mit Dreiecksgiebel, von Jakob Schmeißner, 1909/11 | D-5-62-000-985 Wikidata | weitere Bilder |
| Luitpoldstraße 48 ()                              | Mietshaus                                                                              | zweigeschossiger Sichtziegelsteinbau mit Mansarddach, Gauben mit Dreiecksgiebeln und Hausteingliederung, von Böhner, 1887/88; Rückgebäude, eingeschossiger Pultdachbau, gleichzeitig | D-5-62-000-1481         |                |
| Luitpoldstraße 73 (Standort)                      | Wohnhaus                                                                               | Dreigeschossiger historistischer Klinkerbau mit Hausteingliederung und rechteckigem Erker, bezeichnet „1900“, nach Planung von Georg Schlegel | D-5-62-000-986 Wikidata | Wohnhaus       |
| Luitpoldstraße 75, 77 (Standort)                  | Mietshaus                                                                              | Eckgebäude, zweigeschossiger neubarocker Putzbau, runde Eckbetonung mit Freisäulen an ehemaligem Ladeneingang, 1903 nach Plänen von Casimir Böhner | D-5-62-000-987 Wikidata | Mietshaus      |